# Ragnarök (band)
Ragnarök is een Zweedse band die werd opgericht in 1972, en waarvan het eerste album uitkwam in 1976. De band komt uit de omgeving van Kalmar, gelegen aan de oostkust. Leidende figuren binnen de band zijn Peter Bryngelsson, Steffan Strindberg en Henrik Strindberg. In de loop der jaren is een behoorlijk aantal Zweedse musici de revue gepasseerd. De muziek van Path heeft gelijkenis met de gitaarmuziek van Wishbone Ash uit hun beginperiode. 

## Discografie
- Ragnarök (1976)
- Fjärilar i magen (1979)
- Fata Morgana (1981)
- 3 Signs (1983)
- Well (1991)
- Path (2008)